# Roberto Cravero
Roberto Cravero (ur. 3 stycznia 1964 w Venaria Reale) – włoski piłkarz grający na pozycji obrońcy.

## Kariera klubowa
Karierę piłkarską Cravero rozpoczął w zespole Torino Calcio. W sezonie 1981/1982 awansował do dorosłej kadry Torino, prowadzonej przez Massima Giacominiego. 16 maja 1982 roku zadebiutował w Serie A w zremisowanym 0:0 domowym meczu z Calcio Como. Przez pierwsze dwa sezony oprócz debiutu nie rozegrał żadnego spotkania w Serie A i w 1983 roku został wypożyczony z Torino do Ceseny. W klubie tym grał przez dwa lata w rozgrywkach Serie B i był jej podstawowym zawodnikiem. Latem 1985 wrócił do Torino i od sezonu 1986/1987 zaczął grać w pierwszym składzie. W 1988 roku wystąpił w finale Pucharu Włoch z Sampdorią (0:2, 2:1). W 1989 roku spadł z Torino z Serie A do Serie B, ale w 1990 roku wygrał rozgrywki drugiej ligi Włoch i powrócił z klubem z Turynu do włoskiej ekstraklasy.
Latem 1992 roku Cravero został zawodnikiem S.S. Lazio. W obronie Lazio zaczął występować z takimi zawodnikami jak Roberto Bacci, Giuseppe Favalli i Luca Lizardi. W barwach Lazio zadebiutował 6 września 1992 roku w zremisowanym 3:3 wyjazdowym meczu z Sampdorią. W Lazio grał przez trzy lata, a jego największym sukcesem w tym klubie było wywalczenie wicemistrzostwa kraju w 1995 roku.
W 1995 roku Cravero wrócił do Torino, jednak w ostatnich dwóch sezonach kariery pełnił rolę rezerwowego obrońcy. Karierę piłkarską zakończył w 1998 roku w wieku 34 lat. W barwach Torino rozegrał 232 mecze i zdobył 17 goli.
| Sezon   | Klub          | Kraj   | Rozgrywki | Mecze | Bramki |
| ------- | ------------- | ------ | --------- | ----- | ------ |
| 1981/82 | Torino Calcio | Włochy | Serie A   | 1     | 0      |
| 1982/83 | Torino Calcio | Włochy | Serie A   | 0     | 0      |
| 1983/84 | AC Cesena     | Włochy | Serie B   | 33    | 2      |
| 1984/85 | AC Cesena     | Włochy | Serie B   | 34    | 3      |
| 1985/86 | Torino Calcio | Włochy | Serie A   | 8     | 0      |
| 1986/87 | Torino Calcio | Włochy | Serie A   | 28    | 3      |
| 1987/88 | Torino Calcio | Włochy | Serie A   | 29    | 3      |
| 1988/89 | Torino Calcio | Włochy | Serie A   | 29    | 3      |
| 1989/90 | Torino Calcio | Włochy | Serie B   | 34    | 6      |
| 1990/91 | Torino Calcio | Włochy | Serie A   | 30    | 1      |
| 1991/92 | Torino Calcio | Włochy | Serie A   | 24    | 1      |
| 1992/93 | S.S. Lazio    | Włochy | Serie A   | 30    | 3      |
| 1993/94 | S.S. Lazio    | Włochy | Serie A   | 29    | 5      |
| 1994/95 | S.S. Lazio    | Włochy | Serie A   | 23    | 2      |
| 1995/96 | Torino Calcio | Włochy | Serie A   | 20    | 0      |
| 1996/97 | Torino Calcio | Włochy | Serie A   | 16    | 0      |
| 1997/98 | Torino Calcio | Włochy | Serie A   | 13    | 0      |

## Kariera reprezentacyjna
W swojej karierze Cravero występował w reprezentacji Włoch U-21. W 1988 roku wraz z kadrą olimpijską zagrał na Igrzyskach Olimpijskich w Seulu. W tym samym roku został powołany przez selekcjonera dorosłej reprezentacji Włoch Azeglia Viciniego do kadry na Euro 88, jednak na tym turnieju nie zagrał żadnego spotkania. Nie zdołał także zaliczyć debiutu w kadrze narodowej.